# Stazione di Katsuragawa (Hokkaidō)
La stazione di Katsuragawa (桂川駅?, Katsuragawa-eki) è una piccola stazione priva di personale situata nella cittadina di Mori, in Hokkaidō, Giappone, servita dalla linea principale Hakodate della JR Hokkaido.

## Linee
JR Hokkaido
■ Linea principale Hakodate

## Struttura
La stazione è dotata di due marciapiedi laterali con due binari, non collegati da alcun sovrappassaggio o sottopassaggio.
| Nord | ■ Linea principale Hakodate | per Oshamanbe |
| Sud  | ■ Linea principale Hakodate | per Hakodate  |

## Stazioni adiacenti
| «                         | Servizio                  | »                         |
| Linea principale Hakodate | Linea principale Hakodate | Linea principale Hakodate |
| ------------------------- | ------------------------- | ------------------------- |
| Mori                      | Locale                    | Ishiya                    |
| Il rapido non ferma       |                           |                           |